# Birgit Kleis
Birgit Kleis (ur. 3 listopada 1956 w Hellerup) – duńska polityk, prawnik. Między 1 listopada 2001 a 1 kwietnia 2005 była Królewskim Administratorem Wysp Owczych. Na stanowisku tym wysyłała władzom w Danii między innymi coroczne raporty o stanie społeczeństwa Wysp Owczych oraz miała za zadanie koordynować prawa Zasady Samostanowienia z prawami duńskimi.
Kiedy zostawała Królewskim Administratorem miała męża i dwoje dzieci.

## Kariera polityczna i wykształcenie
Brigit Kleis ukończyła prawo w roku 1985. Od tamtej pory zatrudniona była w Ministerstwie Sprawiedliwości z przerwą w latach 1986-1988, kiedy przez krótki czas pracowała w biurze Królewskiego Administratora Wysp Owczych. Została nim 1 listopada 2001 roku. Zakończyła służbę 1 kwietnia 2005 i została zastąpiona przez Sørena Christensena.